# دنسیل آمید
دنسیل آمید (به انگلیسی: Dansyl amide) با فرمول شیمیایی C۱۲H۱۴N۲O۲S یک ترکیب شیمیایی با شناسه پاب‌کم ۶۵۰۷۷ است. که جرم مولی آن ۲۵۰٫۳۱۶۷۶ g/mol می‌باشد. 